# Еміль Клюн
Еміль Клюн (1885, Трієст, нині Італія — 2 червня 1958, м. Відень, Австрія) — австрійський та український військовий діяч, отаман, командир вишколу Української Галицької армії.

## Життєпис
Народився 1885 р. у місті Трієсті (нині Італія) в родині капітана австро-угорського торговельного флоту.
Військову службу проходив у Галичині в місті Золочів. Там познайомився та одружився з донькою місцевого греко-католицького священика.
У Першу світову війну командував кулеметною ротою 9-го піхотного полку, потім батальйоном, згодом — викладач школи офіцерів-кулеметників. Закінчення війни зустрів офіцером Генштабу австро-угорської армії у Відні.

### В Українській Галицькій Армії
В УГА з 15 листопада 1918 року. Обіймав посаду заступник командувача групи «Хирів» полковника Кравса.
В січні 1919-го — командант запасного куреня в Стрию, а під час Чортківської офензиви — командант Армійського вишколу УГА, де навчалися майже 20 000 вояків.
Восени 1919-го — старшина з особливих доручень Генштабу НКГА і штабів корпусів.

### В Австрії
Після війни мешкав у Відні, брав участь у діяльності галицьких ветеранських організацій. Улітку 1928 року був відповідальний за виготовлення Пропам'ятної медалі УГА однією із віденських фабрик, 1 листопада того ж року брав участь у відкритті в столиці Австрії меморіальної дошки на честь 10-річчя Листопадового зриву.
У 1932 році обіймав посаду голови Виконкому українських товариств у Австрії. Від імені цієї організації підписав угоду про створення під егідою ОУН «Об'єднання українських організацій за кордоном», яке координувало діяльність емігрантських структур Європи та Америки.
Автор спогадів про Армійський вишкіл УГА, які написав незадовго до смерті.
Помер 2 червня 1958 року, похований на Центральному кладовищі Відня.